# Hanna Gronkiewicz-Waltz
Hanna Beata Gronkiewicz-Waltz (Varsavia, 4 novembre 1952) è una politica ed economista polacca, europarlamentare dal 2024. In precedenza è stata sindaca di Varsavia dal 2006 al 2018, prima donna a ricoprire tale carica, e Presidente della Banca Nazionale della Polonia dal 1992 al 2000.

## Biografia
Nel 1975 si è laureata in giurisprudenza presso l'Università di Varsavia dove poi ha iniziato a lavorare.
Ha conseguito il dottorato nel 1981. Otto anni dopo, è diventata esperta legale delle due camere del parlamento polacco (Sejm e Senato), principalmente per quanto riguarda le leggi economiche, bancarie e amministrative.
Il 6 marzo 1992 è stata nominata presidente della Narodowy Bank Polski (NBP), carica che ha ricoperto fino al 31 dicembre 2000. Subito dopo, dal 2001 al 2005,  è stata vicepresidente della Banca europea per la ricostruzione e lo sviluppo (BERS).
Dopo aver lasciato questi incarichi, è ritornata ad insegnare come professore di diritto all'Università di Varsavia.

### Carriera politica
Nel 1995 si è candidata come indipendente alle elezioni presidenziali ottenendo solo il 2,76% dei voti al primo turno (5 novembre 1995).
Nelle elezioni parlamentari del 25 settembre 2005, si è candidata nella 19ª circoscrizione (Varsavia-I) nella lista di Piattaforma Civica ed è stata eletta al Sejm.
È stata presidente della Commissione parlamentare Skarbu Państwa (Tesoro dello Stato) e membro della commissione parlamentare Sprawiedliwości i Praw Człowieka (Giustizia e Diritti Umani). Si è dimessa anticipatamente il 26 novembre 2006 in quanto eletta sindaco di Varsavia.
Nel 2006 si è candidata alla carica di sindaco di Varsavia ottenendo il 34,47% dei voti al primo turno del 12 novembre. Quattordici giorni dopo, ha vinto con il 53,18% dei voti, contro il candidato di Diritto e Giustizia (PiS), Kazimierz Marcinkiewicz. È stata la prima donna ad essere eletta alla guida dell'amministrazione della capitale polacca.
È stata rieletta al primo turno il 21 novembre 2010 con il 53,67% dei voti.
Candidata per un terzo mandato alle elezioni amministrative del 16 novembre 2014, ha totalizzato il 47,19% al primo turno, davanti al suo avversario Jacek Sasin sempre di Diritto e Giustizia; al secondo turno, il 30 novembre, è riuscita a raccogliere il 58,64% dei voti espressi, il che le ha permesso di iniziare il terzo mandato.
Non si è ripresentata alle elezioni del 2018; le è succeduto Rafał Trzaskowski, anch'egli membro di Piattaforma Civica. 
Nel 2024 è diventata membro del Parlamento europeo, in rappresentanza del gruppo del Partito popolare europeo.